# Сиалітизація

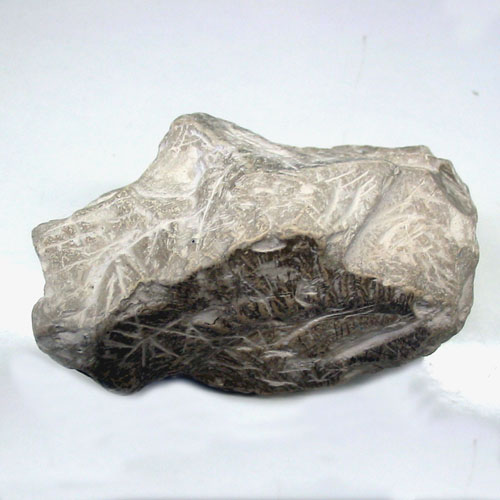
Каолініт - продукт сиалітизації.

Сиалітизація (рос. сиаллитизация, англ. argillization, clay formation, siallitization; нім. Siallitisation f, Tonbildung f – процес хімічного вивітрювання гірських порід в умовах періодично вологого помірно-теплого клімату з утворенням вторинних глинистих мінералів (каолініт, іліт та інш). Від сиаль та lithos - камінь.